# Pridvorica (Čačak)
Pour les articles homonymes, voir Pridvorica.
Pridvorica (en serbe cyrillique : Придворица) est un village de Serbie situé sur le territoire de la Ville de Čačak, district de Moravica. Au recensement de 2011, il comptait 194 habitants.

## Démographie
| 1948 | 1953 | 1961 | 1971 | 1981 | 1991 | 2002 | 2011 |
| ---- | ---- | ---- | ---- | ---- | ---- | ---- | ---- |
| 236  | 243  | 169  | 161  | 140  | 243  | 208  | 194  |

|  |